# Minh Trí (xã)
Minh Trí là một xã thuộc huyện Sóc Sơn, thành phố Hà Nội, Việt Nam.

## Địa lý - Hành chính
Xã có địa giới phía Bắc giáp xã Bắc Sơn và tỉnh Vĩnh Phúc; phía Nam giáp xã Tân Dân; phía Tây giáp phường Xuân Hòa (thị xã Phúc Yên, Vĩnh Phúc); phía Đông giáp xã Minh Phú và Nam Sơn.
Xã được phân thành các thôn: Vụ Bản, Thắng Hữu, Thắng Trí, Lập Trí, Thái Lai, Gò Gạo, Minh Tân (Đồng Đò).

## Dân cư
Từ năm 2000 đến nay, do tình hình phát triển dân số và địa bàn dân cư, Minh Trí bao gồm gồm 6 thôn và 2 khu hành chính, đó là: Thắng Trí, Thắng Hữu, Lập Trí, Thái Lai, Vụ Bản, Minh Tân và 2 khu hành chính Gò Gạo và Chợ Hội. 
Xã có số người theo Thiên chúa giáo lớn nhất huyện Sóc Sơn.

## Di tích - Danh thắng
- Hồ sinh thái Đồng Đò cùng núi non trùng điệp
- Đình Vụ Bản
- Đền Thắng Trí
- Đền Gốc Nhãn

## Giáo dục
Trường Cao đẳng Công nghiệp Phúc Yên cơ sở 2 thuộc khu Địa chất nằm trên địa bàn xã.

## Giao thông
Có đường 317 chạy nối từ quốc lộ 2 vào phường Xuân Hòa của thị xã Phúc Yên, Vĩnh Phúc.

## Môi trường
Tháng 12 năm 2018, lãnh đạo Huyện ủy Sóc Sơn cho biết, trên địa bàn xã Minh Trí có 27 công trình xây dựng trên đất thuộc quy hoạch rừng phòng hộ - bảo vệ môi trường tại thôn Minh Tân. Những công trình vi phạm trên địa bàn thôn Minh Tâm phần lớn nằm ven đường Bắc Sơn - Thái Nguyên và ven hồ Đồng Đò.